# Oxytrigona tataira
Oxytrigona tataira är en biart som först beskrevs av Smith 1863.  Oxytrigona tataira ingår i släktet Oxytrigona och familjen långtungebin. Inga underarter finns listade i Catalogue of Life.